# Phương ngữ Tuscan

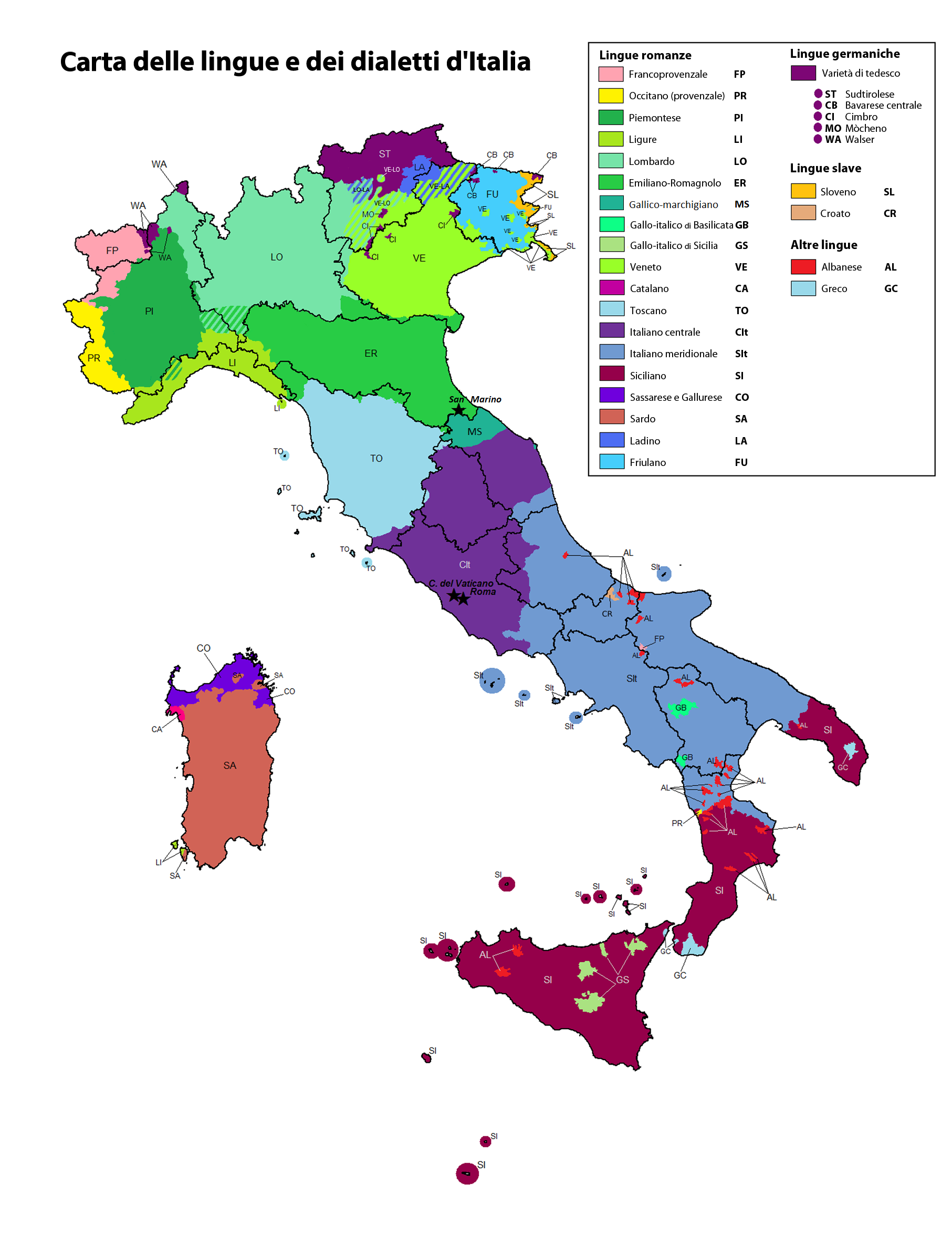
Phương ngữ và Ngôn ngữ của Ý theo nhóm (Nhóm phương ngữ Tuscan có màu thiên thanh).

Tiếng Tuscan (tiếng Ý: dialetto toscano; tiếng Ý: vernacolo) là một nhóm các phương ngữ thuộc nhóm ngôn ngữ Rôman chủ yếu được nói ở Toscana, Ý.
Tiếng Ý chuẩn dựa trên Tuscan, đặc biệt là phương ngữ Florentine và nó trở thành ngôn ngữ văn hóa trên khắp nước Ý do uy tín của các tác phẩm của Dante Alighieri, Petrarch, Giovanni Boccaccio, Niccolò Machiavelli và Francesco Guicciardini. Sau này nó trở thành ngôn ngữ chính thức của tất cả các quốc gia Ý và Vương quốc Ý khi nó được thành lập.
Tiếng Corse trên đảo Corsica và các phương ngữ chuyển tiếp Corse-Sardinia được nói ở mạn bắc Sardinia được các học giả phân loại là một nhánh nhỏ trực tiếp từ ngôn ngữ Tuscan trung cổ, mặc dù bây giờ chúng tạo thành một nhóm ngôn ngữ riêng biệt.